# ギラン (ギラヴァンツ北九州)
ギランは、Jリーグ・ギラヴァンツ北九州の公式マスコットキャラクター。

## 概要
曽根干潟（北九州市小倉南区）に飛来するズグロカモメをモチーフとする。「北九州から日本、アジア、世界へはばたこう」 というクラブの思いとスポーツのスピード感を表現した翼が特徴（ただし、着ぐるみではあまり強調して表現されない）。頭にはチームカラーである黄色のバンダナを巻いている。長身で胸板が分厚く、両腕には碇マークの刺青が彫られている。
ニューウェーブ北九州時代に「ウェービー」（英称：Wavy）の愛称で誕生。この時代には、TVQ九州放送で放送された北九州市の市政番組『レッツ北九州』にアニメで出演した経験がある。しかしJリーグ参入時に商標のチェックを行ったところ「ウェービー」の名称が文具・玩具で商標登録されていたことから2009年10月19日から11月30日の間に新愛称を公募、応募総数163件の中から10件に絞り、さらに最終2件の中から「ギラン」の愛称に決まった。
なお、クラブ公式Twitterアカウントでは、ギランとウェービーを別キャラクターとして扱っている。

## 家族
兄弟にレスラーが複数おり、『バンバン・ギラン』と『ワイルド・ギラン』、『キングギラン』と『カイザーギラン』（キングとカイザーは双子）が九州プロレスに所属している。

## 他マスコットとの交流
九州地方を本拠地とするJリーグクラブのマスコットは「バトル・オブ・九州」の企画の一環として「九州だ! J」というスタジアム集合イベントを年数回行っており、ギランもその一員として活動している。

### Jリーグ鳥の会
2017年、全国のJリーグマスコットのうち鳥をモチーフとする18クラブのキャラクターを対象とした「Jリーグ鳥の会」を（勝手に）結成し、自身が「会鳥」を務めると宣言。以後、FUJI XEROX SUPER CUPのイベントなどの場で非公式な活動を続けていたが、2019年4月15日にはJリーグチェアマンの村井満立ち会いの下、“会員”のマリノス君（横浜F・マリノス）、ヴェルディ君（東京ヴェルディ）、ゼルビー（FC町田ゼルビア）、ガミティ（SC相模原）と共に日本サッカー協会名誉総裁・バードライフ・インターナショナル名誉総裁の高円宮妃久子とJFAハウスにて公式会談を行い、共同での環境保全活動について意見交換。同年7月27日の2019明治安田生命J2リーグ第24節・東京ヴェルディvsFC町田ゼルビアのクラブ公式イベントとして、Jリーグ鳥の会とバードライフ・インターナショナル東京のジョイントイベントが行われた ほか、8月8日には「Jリーグ鳥の会」とバードライフ・インターナショナル東京の間で鳥類の保全に向けた活動協定宣言に調印。調印式にはギランの他、ベガッ太（ベガルタ仙台）・マリノス君（横浜F・マリノス）・ガンズくん（松本山雅FC）・ファジ丸（ファジアーノ岡山）が出席した。
西日本スポーツによれば、Jリーグ全クラブの「鳥」マスコットに以下のような役職があるという（同じクラブに複数の「鳥」マスコットがいる場合は1羽のみ）。
- 会鳥：ギラン（北九州）
- 理事鳥：マリノス君（横浜M）
- 総務部部鳥：ドーレくん（札幌）
- 輸送部部鳥：キヅール（盛岡）
- 広報部部鳥：ヴェルディくん（東京V）
- 経理部部鳥：ゼルビー（町田）
- 販売部部鳥：ガミティ（相模原）
- 営業部部鳥：アルビくん（新潟）
- 開発部部鳥：ライカくん（富山）
- 法務部部鳥：ゲンゾー（金沢）
- 企画部部鳥：ガンズくん（松本）
- 情報部部鳥：蹴っとばし小僧（藤枝）
- 人事部部鳥：ジュビロくん（磐田）
- 宣伝部部鳥：パーサくん（京都）
- 守衛部部鳥：ガイナマン（鳥取）
- 諜報部部鳥：ファジ丸（岡山）
- 管理部部鳥：ウィントス（鳥栖）
- 番鳥：ベガッ太（仙台）
- 迷子係・お弁当係：ヴィヴィくん（長崎）